# Hortensius
Hortensius, Quintus Hortensius Hortalus, född 114 f.Kr. i Rom, död 50 f.Kr. i Rom, var en romersk talare och senator.
Quintus Hortensius Hortalus blev praetor 72 f.Kr. och konsul 69 f.Kr., och uppträdde som försvarsadvokat bland annat för Gajus Verres mot Cicero, författade skrifter i retorik och historia samt även dikter, så gott som alla nu förlorade.